# Arnold Meier

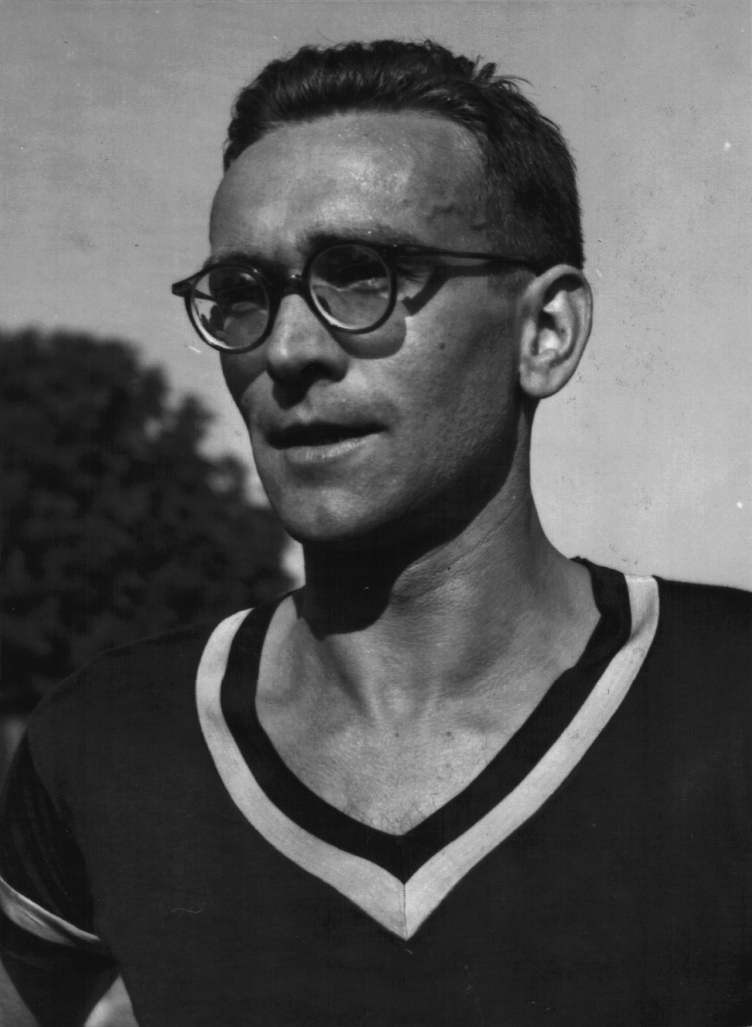
Arnold Meier nach seinem dritten Sieg im Murtenlauf 1942

Arnold Meier (* 18. März 1914 in Zürich; † 4. August 1993 ebenda) war ein Schweizer Langstreckenläufer.
Von 1938 bis 1941 war Arnold Meier mehrfacher Schweizer Meister über 5000 Meter und im Crosslauf.
Besonders erfolgreich war er im Murtenlauf, den er dreimal gewann. 1938 unterbot Arnold Meier als erster Läufer die Zeit von einer Stunde für die Strecke von Murten nach Freiburg.
Arnold Meier startete für den Zürcher Sportclub.

## Erfolge
- 1937: 2. Rang Schweizerische Cross-Country-Meisterschaften (Lausanne)
- 1938: Schweizer Meister Cross Country (Huttwil)
- 1938: 1. Rang Murtenlauf (16,4 km) in 59:57,0 min (neuer Rekord)
- 1939: 2. Rang Schweizerische Cross-Country-Meisterschaften (St. Gallen)
- 1939: Schweizer Meister 5000 m (Zürich) in 15:32,4 min
- 1940: Schweizer Meister Cross Country (Zürich)
- 1940: Schweizer Meister 5000 m (Zürich) in 15:37,3 min
- 1940: 1. Rang Murtenlauf (16,4 km) in 1:00:28,2 h
- 1941: Schweizer Meister Cross Country (Basel)
- 1941: 2. Rang Murtenlauf (16,4 km) in 58:45 min
- 1942: 1. Rang Murtenlauf (16,4 km) in 57:45,6 min (neuer Rekord)
- 1946: 2. Rang Schweizerische Marathon-Meisterschaft (Zürich) in 2:50:49 h
- 1948: 2. Rang Schweizerische Marathon-Meisterschaft (Huttwil) in 2:50:33 h